# Campionato del mondo femminile di scacchi 1930
Il campionato del mondo femminile di scacchi del 1930 fu il secondo campionato del mondo femminile di scacchi organizzato dalla FIDE. Si disputò a Amburgo, in Germania, contestualmente alla terza edizione delle Olimpiadi degli scacchi.
Il torneo vide affrontarsi cinque giocatrici, che si affrontarono in un doppio girone all'italiana. Il titolo fu vinto dalla campionessa uscente Vera Menchik.

## Classifica finale
| Pos. | Giocatrici                     | Punti |
| ---- | ------------------------------ | ----- |
| 1    | Vera Menchik ( Cecoslovacchia) | 6,5   |
| 2    | Paula Wolf-Kalmar ( Austria)   | 5,5   |
| 3    | W. Henschel ( Germania)        | 4,5   |
| 4    | Katarina Beskow ( Svezia)      | 2     |
| 5    | Agnes Stevenson ( Inghilterra) | 1,5   |